# European Tour 2002
European Tour bylo koncertní turné americké blues rockové skupiny ZZ Top, konané od 1. října do 1. listopadu roku 2002. Při tomto turné skupiny zavítala i do České republiky, a to 23. října 2002 skupina zahrála v Paegas Aréně (dnes Tesla Aréna) v Praze.

## Sestava
- Billy Gibbons – kytara, zpěv
- Dusty Hill – baskytara, zpěv
- Frank Beard – bicí, perkuse

## Setlist
- Tube Snake Boogie
- I Thank You
- Pincushion
- Got Me Under Pressure
- Waitin' for the Bus
- Jesus Just Left Chicago
- Future Blues
- I'm Bad, I'm Nationwide
- Beer Drinkers and Hell Raisers
- Rough Boy
- Mexican Blackbird
- Cheap Sunglasses
- Just Got Paid
- Dust My Broom
- I Loved a Woman
- Bang Bang
- Gimme All Your Lovin'
- Sharp Dressed Man
- Legs
- La Grange
- Tush

## Koncerty
| Datum            | Město       | Stát               | Místo                   |
| ---------------- | ----------- | ------------------ | ----------------------- |
| 1. říjen 2002    | Helsinki    | Finsko             | Hartwall Arena          |
| 3. říjen 2002    | Stockholm   | Švédsko            | Hovet                   |
| 5. říjen 2002    | Aalborg     | Dánsko             | Arena                   |
| 7. říjen 2002    | Kodaň       | Dánsko             | Falkoner                |
| 8. říjen 2002    | Hamburg     | Německo            | Alsterdorfer Sporthalle |
| 10. říjen 2002   | Berlín      | Německo            | Velodrom                |
| 11. říjen 2002   | Leipzig     | Německo            | Arena                   |
| 12. říjen 2002   | Frankfurt   | Německo            | Jahrhunderthalle        |
| 14. říjen 2002   | Paříž       | Francie            | Le Zénith               |
| 15. říjen 2002   | Saarbrücken | Německo            | Halle Saarbrücken       |
| 16. říjen 2002   | Brusel      | Belgie             | Forest National         |
| 18. říjen 2002   | Essen       | Německo            | Grugahalle              |
| 19. říjen 2002   | Mnichov     | Německo            | Olympiahalle            |
| 20. říjen 2002   | Stuttgart   | Německo            | Schleyerhalle           |
| 22. říjen 2002   | Vídeň       | Rakousko           | Spark 7                 |
| 23. říjen 2002   | Praha       | Česko              | Paegas Arena            |
| 24. říjen 2002   | Záhřeb      | Chorvatsko         | Dom Sportava            |
| 26. říjen 2002   | Zürich      | Švýcarsko          | Hallenstadion           |
| 27. říjen 2002   | Milán       | Itálie             | Palavobis               |
| 29. říjen 2002   | Amsterdam   | Nizozemsko         | Heineken Music Hall     |
| 31. říjen 2002   | Manchester  | Spojené království | Apollo                  |
| 1. listopad 2002 | Londýn      | Spojené království | Hammersmith Apollo      |